# Microplitis galinarius
Microplitis galinarius är en stekelart som beskrevs av Kotenko 2007. Microplitis galinarius ingår i släktet Microplitis och familjen bracksteklar. Inga underarter finns listade i Catalogue of Life.